# Ana Escobar
Ana Maria de Ulhôa Escobar é médica pediatra, doutora livre-docente, escritora e, comunicadora brasileira.
Comunicadora da área da saúde desde 2011 tendo mais de 2,5 milhões de seguidores em suas redes sociais e foi por 10 anos consultora do programa Bem-Estar da Rede Globo. Também é membro editorial das revistas Clinics e Crescer e autora de diversos livros sobre saúde infantil e de um guia prático em vídeo para famílias e cuidadores de crianças de até 2 anos.
Uma médica pediatra formada pela Faculdade de Medicina da Universidade de São Paulo (FMUSP), onde também alcançou o doutorado e a livre-docência.

## Formação
Ana Escobar se graduou em medicina pela Faculdade de Medicina da Universidade de São Paulo, em 1983, tendo iniciado seus estudos em 1978. Após sua conclusão, equilibrou o trabalho atuante em hospitais e a realização de cursos em diversos hospitais do Brasil, como cursos de puericultura, neonatologia e gastroenterologia infantil.
Em 1989, iniciou o doutorado em Pediatria e o Programa de Residência Médica pela própria FMUSP, finalizando em 1993. Neste período, contribui com o estudo da doença diarreica aguda em crianças com idade inferior a 5 anos e na recuperação fecal de Campylobacter jejuni.
Em 2005, obteve livre-docência em Pediatria pela FMUSP, quando realizou estudos sobre as condições de saúde das crianças de 5 a 9 anos, residentes do distrito do Butantã em São Paulo.

## Carreira na Área da Educação
Seu primeiro trabalho na área educacional da saúde ocorreu em 1986, quando ministrava aulas  nos cursos de graduação da FMUSP, tarefa que mantém até os dias atuais, tornando-se chefe de várias disciplinas da graduação e atuando na reformulação do curriculum da Faculdade de Medicina da USP em 2017.
Atualmente, atua como professora associada em graduação e pós graduação do departamento de Pediatria da FMUSP, além de ser coordenadora da disciplina de Pediatria Preventiva e Social, na mesma instituição de ensino.

## Publicações
Na área editorial da saúde infantil, Dra. Ana Escobar foi coordenadora, junto a Sandra Grisi, do livro "Promoção da Saúde na Infância", um dos volumes da coleção Pediatria do Instituto da Criança do HC-FMUSP da editora Manole e dos livros "Prática Pediátrica" e "Pediatria Geral" da editora Atheneu.
Além disso, ela escreveu a trilogia de livros "Boas-Vindas, Bebê", os quais trazem conhecimento sobre a saúde infantil em três períodos distintos, sendo o volume 1 sobre o nascimento aos três meses, o volume 2 dos três meses aos dois anos e o volume 3 dos dois aos cinco anos.
Ana Escobar ainda assina uma coluna semanal sobre saúde infantil no portal G1 e faz parte do conselho editorial da revista Crescer, ambos do Grupo Globo.
Pela empresa carioca, também ficou conhecida por ser uma das médicas consultoras do programa televisivo Bem-Estar, sobre questões de saúde e qualidade de vida, transmitido pela Rede Globo desde 2011, e reprisado no Canal Viva e GloboNews.

## ONGs e Trabalhos Sociais
Os trabalhos voluntários realizados pela Dra. Ana Escobar se iniciaram no ano de 2013, quando ela integrou a equipe do projeto social Horas da Vida, ONG que promove atendimento gratuito à população carente presente na cartilha particular de pacientes dos médicos do projeto.
Nessa época também, ela iniciou seus trabalhos de apoio na APAE de São Paulo, na qual se tornou embaixadora da organização em 2016. Nela, um de seus principais trabalhos foram para a disseminação sobre o Teste do Pezinho e para ampliar o apoio à causa da Deficiência Intelectual.

## Prêmios e Reconhecimentos
- 2009 - PRÊMIO ANÁLISE MEDICINA por ter seu nome apontado como um dos mais admirados na especialidade, Análise Editorial;
- 2010/2011 - Member, International Society for Development Origins of Health and Disease[12];
- 2013 - PRÊMIO ANÁLISE MEDICINA por ter seu nome apontado como um dos mais admirados na especialidade, Análise Editorial;
- 2013 - PRÊMIO HC CALOR HUMANO: Homenagem e Reconhecimento aos Relevantes Serviços Prestados em Prol da Sociedade, Associação Beneficente e Cultural da Comunidade do HC de São Paulo.